# Wronki (công xã)
Gmina Wronki là một vùng đô thị-nông thôn (công xã) ở Szamotuły, Voivodeship Greater Ba Lan, ở phía tây trung tâm Ba Lan. Khu hành chính của nó là thị trấn Wronki, nằm cách khoảng 18 kilômét (11 mi) về phía tây bắc của Szamotuły và 50 km (31 mi) về phía tây bắc của thủ đô Pozna.
Gmina có diện tích 302,07 kilômét vuông (116,6 dặm vuông Anh), và tính đến năm 2006, tổng dân số của nó là 18.713 (trong đó dân số của Wronki lên tới 11,551, và dân số của vùng nông thôn của Gmina là 7.162).

## Làng
Ngoài thị trấn Wronki, Gmina Wronki gồm các làng và các khu định cư của Aleksandrowo, Biezdrowo, Borek, Chojno, Chojno-Błota Nam, Chojno-Błota Wielkie, Chojno-Leśniczówka, Chojno-Mlýn, Ćmachowo, Dąbrowa, Dębogóra, Głuchowiec, Głuchowo, Gogolice, Huby-Oporowo, Jasionna, Józefowo, Karolewo, Kłodzisko, Krasnobrzeg, Lubowo, Lubowo Drugie, Łucjanowo, Lutyniec, Marianowo, Maszewice, Mokrz, Nadolnik, Nowa Wies, Nowy Kraków, Obelżanki, Olesin, Olin, Oporowo-Huby, Pakawie, Pierwoszewo, Pila, Popowo, Pożarowo, Pustelnia, Rzecin, Samita, Samołęż, Smolnica, Stare Miasto, Stróżki, Szklarnia, Szostaki, Tomaszewo, Warszawa, Wartosław, Wierzchocin, Winnogóra, Wróblewo và Zdroje.

## Gmina lân cận
Gmina Wronki giáp với các Gmina của Chrzypsko Wielkie, Drawsko, Lubasz, Obrzycko, Ostroróg, Pniewy, Sieraków và Wieleń.